# Панцержинский, Чеслав Валерианович
Чеслав Валерианович Панцержинский (30 июля 1854, Ковенская губерния — 1908) — горный инженер, управитель Кусинского казенного завода в 1880—1885 годах, управляющий Песочинского завода Товарищества «Заводы Мальцева» в 1887—1894 годах, управитель Саткинского казенного чугунно-литейного завода в 1894—1895 годах, управляющий Каменского завода в 1895—1908 годах.

## Биография
Родился 30 июля 1854 года в Ковенской губернии Российской империи.
В 10.08.1874-25.05.1877 учился в Горном институте институте императрицы Екатерины II и в 1880 году закончил его по первому разряду.
С 1880 года служил смотрителем Князе-Михайловской сталепушечной оружейной фабрики в Златоустовском горном округе, в 1883—1885 годах заводоуправитель Кусинского казенного завода.
На Кусинском заводе в 1883 году впервые организовал производство кабинетного литья, с 1884 года руководил отработкой технологии производства художественных изделий — Кусинского литья из чугуна. Отливки Кусинского завода в 1883—1890 годах получили признание на международных выставках в Копенгагене, Стокгольме, Глазго и т. д. На Кусинский завод прибыли мастера каслинского литья из чугуна, которые ознакомили кусинских мастеров с технологией формовки и отливки кабинетных вещей. В 1883 году на Кусинском заводе были отлиты первые образцы новой продукции.
В 1885—1886 годах член Комиссии по изысканию Самаро-Златоустовской и Уфимской железнодорожной линий, в 1886—1887 годах член Комиссии по делу Миасских золотых приисков. В 1887—1894 годах — управляющий Песочинского завода Товарищества «Заводы Мальцева» в Калужской губернии. В 1894—1895 годах — управитель Саткинского казенного чугунно-литейного завода, в 1895—1908 годах управляющий Каменского завода.
В июне 1899 года принимал участие в уральской экспедиции Д. И. Менделеева, предоставил материал для книги «Уральская железная промышленность в 1899 году».
В 1901 году был инициатором строительства моста через Исеть у деревни Брод, но затем строительство было перенесено в район деревни Байнова.
В 1908 году Чеслав Валерианович скоропостижно скончался.

## Награды
За свои достижения был награждён:
- 1883 — титулярный советник;
- 1885 — орден Святого Станислава 2-й степени;
- 1890 — орден Святой Анны 3-й степени;
- 1901 — статский советник.

## Научные статьи
- Панцержинский Ч. В. Сообщение о вновь открытой Еремеевской копи // Записки минералогического общества, 1889, № 25. С. 331, 387
- Панцержинский Ч. Приложение 37. Сведения по Каменскому заводу//Уральская железная промышленность в 1899 году/ Ред. Д. И. Менделеев. — СПб.: Типография В. Демакова, 1900. — 464, 256, 146 с.